# Cixius gravelyi
Cixius gravelyi är en insektsart som beskrevs av Frederick Arthur Godfrey Muir 1922. Cixius gravelyi ingår i släktet Cixius och familjen kilstritar. Inga underarter finns listade i Catalogue of Life.